# Cana Verde
Cana Verde este un oraș în unitatea federativă Minas Gerais (MG), Brazilia.